# Успей сделать это до 30
«Успей сделать это до 30» (англ. Things to Do Before You're 30) — британский комедийно-драматический кинофильм 2004 года. В РФ премьера состоялась в феврале 2005 года.

## Сюжет
В 1983 году Дон Робсон (Джордж Иннес) основал футбольную команду для мальчиков под названием «Атлетико Гринвич». Двадцать лет спустя шесть парней все еще играют за команду, но все стало намного сложнее.
Касс (Дугрей Скотт), лучший бомбардир команды на поле и за его пределами, не уверен, что готов к завести ребенка с Кейт (Эмилия Фокс), любовью всей его жизни. Адам (Шон Паркс) до сих пор не сказал остальным членам команды, что он гей. Колин (Брюс Маккиннон) отчаянно хочет секса втроем, хотя он только начал встречаться с красавицей Вики (Билли Пайпер). Дилан (Джими Мистри) влюблен в женщину, на которой собирается жениться его отец. Билли (Роджер Морлидж) пытается спасти свой брак. Джонни (Дэнни Нуссбаум) не готов смириться с тем, что его отец, основавший команду много лет назад, умирает.
Хотя эту группу друзей объединяет воскресная футбольная команда, это фильм не о футболе. Это фильм о сложных отношениях и о том, как друзья детства должны меняться по мере взросления.